# 言語学大辞典
言語学大辞典（げんごがくだいじてん、英語: The Sanseido Encyclopedia of Linguistics）は、三省堂が刊行する言語学の辞典。「世界にも類のない，質量ともに空前の規模の言語および言語学の百科全書」を謳う。

## 概要
全7巻。1巻から4巻までは世界言語編として世界の諸言語約3500を五十音順に収録し、5巻が1巻から4巻の補遺と索引、6巻が言語学の用語、別巻が文字の解説になっている。各巻とも5万円前後で販売される。
| 巻次 | 巻サブタイトル                            | 出版年 | ISBN          | ウェブサイト                                         |
| ---- | ----------------------------------------- | ------ | ------------- | ---------------------------------------------------- |
| 一巻 | 世界言語篇（上）あ-こ                     | 1988   | 4-385-15213-6 | 【三省堂】言語学大辞典 第1巻 世界言語編（上）あ-こ   |
| 二巻 | 世界言語篇（中）さ-に                     | 1989   | 4-385-15216-0 | 【三省堂】言語学大辞典 第2巻 世界言語編（中）さ-に   |
| 三巻 | 世界言語篇（下-1）ぬ-ほ                   | 1992   | 4-385-15217-9 | 【三省堂】言語学大辞典 第3巻 世界言語編（下-1）ぬ-ほ |
| 四巻 | 世界言語篇（下-2）ま-ん（付録：項目一覧） | 1992   | 4-385-15212-8 | 【三省堂】言語学大辞典 第4巻 世界言語編（下-2）ま-ん |
| 五巻 | 補遺・言語名索引篇                        | 1993   | 4-385-15214-4 | 【三省堂】言語学大辞典 第5巻 補遺・言語名索引編      |
| 六巻 | 術語篇                                    | 1996   | 4-385-15218-7 | 【三省堂】言語学大辞典 第6巻 術語編                  |
| 別巻 | 世界文字辞典                              | 2001   | 4-385-15177-6 | 【三省堂】言語学大辞典 別巻 世界文字辞典             |

### 編著者
- 亀井孝
- 河野六郎
- 千野栄一

#### 編修委員
- 三根谷徹
- 北村甫
- 南不二男
- 風間喜代三
- 西田龍雄
- 上村幸雄
- 松本克己
- 土田滋
- 上野善道

## 関係書籍
セレクションとして次の2巻が、当該タイトルに沿った言語部分を抜粋した分冊として刊行されている。
- 『日本列島の言語』1997年、ISBN 4-385-15207-1[5]
- 『ヨーロッパの言語』1998年、ISBN 4-385-15205-5[6]

アイヌ語の解説部分が英訳され、別に刊行されている。
- Tamura, Suzuko (2000). The Ainu Language. ISBN 4-385-35976-8

同じく三省堂から刊行された次の書籍は、その執筆者らにより『言語学大辞典』の「術語編」と相補うものであると考えていると言明されている。
- 斎藤純男・田口善久・西村義樹 編『明解言語学辞典』三省堂、2015年。ISBN 4385135789。